# 이상훈 (법조인)
이상훈(李尙勳, 1956년 10월 6일 ~ )은 대한민국의 대법관을 역임한 법조인이다. 

## 생애
법리 적용에 있어 법과 원칙에 충실한 원칙주의자로 알려져 있다. 서울중앙지법 형사수석부장판사로 재직 시 형사소송법 원칙에 입각한 공판중심주의를 정착시키는 데 앞장섰고, 대전고법 부장판사 재직 시 검사가 참석하지 않은 상태에서 검찰주사가 작성한 피의자 신문조서의 증거능력을 부정하고 무죄를 선고, 검찰 수사관행에 제동을 걸어 주목을 받았다.

## 경력
- 2020년 4월 ~ 김앤장 법률사무소 변호사
- 2019년 3월 ~ 2020년 3월 이상훈법률사무소 변호사
- 2011년 2월 28일 ~ 2017년 2월 27일 대법원 대법관
- 2010년 ~ 2011년  대법원 법원행정처 차장
- 2009년 ~ 2010년 인천지방법원장
- 2008년 ~ 2009년 제주지방법원장
- 2006년 ~ 2008년 서울중앙지방법원 형사수석부 부장판사
- 2003년 ~ 2006년 서울고등법원 부장판사
- 2001년 ~ 2003년 대전고등법원 부장판사
- 2000년 언론중재위원회 시정권고위원
- 2000년 서울지방법원 부장판사
- 1997년 ~ 2000년 사법연수원 교수
- 1994년 ~ 1997년 광주지방법원 부장판사
- 1993년 ~ 1994년 법원행정처 사법정책연구심의관
- 1993년 대법원 재판연구관
- 1990년 서울고등법원 판사
- 1989년 대구고등법원 판사
- 1988년 마산지방법원 진주지원 판사
- 1985년 서울지방법원 동부지원 판사
- 1983년 인천지방법원 판사
- 1977년 19회 사법시험 합격
- 1979년 서울대 법대 졸업
- 1975년 광주제일고 졸업

## 주요 판결
- 2011년 6월 허위 경력을 기재한 혐의로 기소된 민주당 채인석 화성시장에게 벌금을 선고한 원심 파기환송
- 2011년 7월 오세훈 서울시장의 명예훼손 혐의로 기소된 정인대 씨에게 무죄 선고
- 2011년 12월 BBK 관련 허위 사실을 유포한 혐의) 등으로 불구속 기소된 정봉주 전 민주당 의원에 대한 상고심에서 상고를 기각하고 징역 1년을 선고한 원심 확정

## 논란
- 2011년 2월 23일 대법관 인사청문회 중, 2006년 11월 론스타 경영진에 대한 영장이 기각될 당시 서울중앙지법 부장판사이던 이 후보자가 영장전담판사, 검찰 측 인사들과 사적으로 4인 회동을 한 것이 알려졌다. 다운계약서 작성이나, 6개월 만에 형질 변경되면서 10배가량의 시세 차익을 남기는 등 부인의 부동산 투기 의혹도 논란이 됐다.[2]
- 2011년 12월 정봉주 전 의원 판결과 관련, 민주통합당은 “아직 비비케이(BBK) 관련 실체적 진실은 드러나지도 않았고 온갖 의혹은 현재진행형”이라며 “온전한 실체가 드러날 때까지 거짓과 위선과의 싸움을 계속할 것”이라고 공언했다. 통합진보당도 논평을 내 “(재판 과정에서) 대통령과 비비케이(BBK)와의 연관을 보여주는 증거들은 철저히 무시되었고 검찰 쪽은 진실의 규명보다는 이 대통령과 비비케이(BBK) 사이의 무관함을 증명하기에 바빴다”며 “심각한 정치 재판이고 실망스러운 판결 내용”이라고 주장했다.[3]